# Роберто Карбони
Роберто Едуардо Карбони (роден на 8 април 1985 в Буенос Айрес) е аржентински футболист, полузащитник. Висок е 170 см и тежи 70 кг.

## Кариера
Роберто Карбони е ляв полузащитник, право своя дебют в професионалния футбол като част от Атлетико Индепендиенте през 2004 г. По време на първия си сезон за Индепендиенте, Карбони изиграва само 2 мача. През лятото на 2005 г. той преминава в отбор от втора дивизия, където играе значително по-голям брой мачове.
През 2006 г. Карбони е играе във Венецуела, с отбора на Естудиантес де Мерида. През сезон 2007/08 той играе в друг отбор от венецуелската примера дивисион – Депортиво Анзоатегуй.
След шест месеца кариера в еквадорския Депортиво Куенса, Карбони заминава за Европа, където през януари 2009 г., подписва договор за две години и половина с Черноморец (Бургас). Прави своя състезателен дебют за Черноморец (Бургас) на 7 март 2009 срещу ПФК Ботев (Пловдив) спечелен с 2:1 от 16 кръг на "A" Професионална футболна група